# Aspitates obsoleta
Aspitates obsoleta là một loài bướm đêm trong họ Geometridae.